# Дитерихс, Михаил Михайлович
Михаил Михайлович Дитерихс (10 [22] ноября 1871, Одесса — 12 января 1941, Москва) — врач, хирург, Заслуженный деятель науки РСФСР (1936).

## Биография
Родился в Одессе 10 (22) ноября 1871 года в семье Михаила Михайловича Дитерихса (1844—1913).
В 1881 году поступил в Первую Одесскую четырёхклассную прогимназию, по окончании которой с 1886 (1887?) года учился в Ришельевской гимназии. В 1891 году поступил на физико-математический факультет Санкт-Петербургского университета, но по болезни был вынужден в 1892 году перейти в Киевский университет Св. Владимира — на 1-й курс медицинского факультета. В 1894 году он перешёл на 3-й курс Императорской Военно-медицинской академии, своекоштным студентом.
В 1897 году со званием лекаря с отличием он окончил Военно-медицинскую академию и был оставлен при клинике Н. А. Вельяминова для усовершенствования знаний. С 1 января 1898 года был зачислен ординатором-интерном в Максимилиановскую лечебницу и ординатором в Академическую хирургическую клинику; 1 сентября того же года Дитерихс был принят врачом-ассистентом в Придворно-медицинскую часть с прикомандированием в качестве ординатора хирургического отделения к Санкт-Петербургскому госпиталю Дворцового ведомства.
В 1901 году защитил диссертацию «Так называемый древовидный жировик суставов» и получил степень доктора медицины. Вернулся в Одессу, где до 1907 года был сверхштатным ординатором Одесской городской больницы, одновременно, в 1906-1907 годах состоял старшим врачом лечебницы и амбулатории одесской Касперовской общины сестёр милосердия. В то же время, в 1902—1904 годах он состоял младшим ординатором Максимилиановской лечебницы в Петербурге, а в 1904—1906 годах был врачом Кауфмановской общины Красного Креста в Никольск-Уссурийске на Дальнем Востоке. В 1904 году в Петербурге у него родился сын Михаил.
В 1907 году был избран приват-доцентом Новороссийского университета.
С 1908 года по 1914 год Дитерихс был старшим ординатором Царскосельского госпиталя дворцового ведомства (Дворцовый госпиталь), в Царском Селе. Кроме этого, в 1910—1912 годах в Киеве он был врачом хирургической больницы и в бесплатной лечебнице им. Императора Николая ІІ при Киево-Покровском женском монастыре. В сентябре 1911 года он принимал участие в консилиуме тяжело раненого Петра Аркадьевича Столыпина.
С 1912 по 1919 год — профессор Киевского университета, заведующий кафедрой общей хирургической патологии; жил в Киеве на Тимофеевской улице, д. 3, где вёл и приём больных. Одновременно, в 1912—1916 годах он был врачом больницы благотворительного общества имени Е. С. Треповой; в 1913—1916 годах — врачом больницы благотворительного общества — амбулаторной лечебницы имени графини С. С. Игнатьевой; в 1915—1916 годах — главный врач Мариинской общины сестер милосердия Красного Креста и лазарета при Общине Красного Креста, член правления Общества скорой медицинской помощи в Киеве, попечитель Киевской Мариинской общины сестер милосердия Российского общества Красного Креста. Выслужил чин статского советника.
После революционных событий 1917 года, в 1918 году источники называют его председателем Хирургического общества при Таврическом университете, где в 1919—1924 годах был преподавателем. Некоторое время заведовал хирургическим отделением туберкулезного института в Ялте.
Был одним из основателей Кубанского медицинского института, в котором с 1925 года по 1930 год заведовал кафедрой факультетской хирургии Кубанского медицинского института. В 1929 году был руководителем клинического отделения санатория «Грязелечебницы Мойнаки», в Евпатории.
Затем работал в Москве: до 1934 года — в Центральном институте курортологии и, одновременно, был консультантом (до 1940 года) Первого красноармейского коммунистического военного госпиталя. Также, в начале 1930-х годов Дитерихс руководил научной работой Сакского курорта, в Крыму. 
В 1934—1936 годах был профессором 3-го Московского медицинского института; с сентября 1937 до 1939 года — первый заведующий кафедрой хирургии Московского стоматологического института.
Умер 12 января 1941 года в Москве. Похоронен на Введенском кладбище (8 уч.).

## Научная деятельность
Исследовал проблемы заболеваний суставов; вместе со своим учителем Н. А. Вельяминовым был пионером солнцелечения костного туберкулёза в России. Предложил транспортную шину при переломах бедра (шина Дитерихса), которая широко применяется и в настоящее время. Известны также работы в области лёгочной хирургии и истории медицины.

### Избранные труды
- Военно-полевая хирургия врача войскового района / Под ред. М. М. Дитерихса ; Под общ. ред. М. И. Баранова. — М.: Гос. мед. изд-во, 1932. — 320 с. — (Исполнительный комитет Обществ красного креста и красного полумесяца СССР. Курсы по заочной переподготовке врачей ; Вып. 5). || . — 2-е изд. — М.; Л.: Медгиз, 1933. — 391 с. || . — 3-е изд. — М.; Л.: Медгиз, 1938. — 464 с.
- Дитерихс М. М. Введение в клинику заболеваний суставов : Пособие для врачей и студентов. — М.; Л.: Биомедгиз, 1937. — 367 с.
- Дитерихс М. М. Душа хирурга : (Из записок старого врача). — Л.: Практ. медицина (основ. В. С. Эттингер), 1925. — 60 с.
- Дитерихс М. М. К вопросу о хронических остеомиэлитах, как очагах дремлющей инфекции и терапии их // Съезд Российских Хирургов, 21-й. — [Л.], [1929]. — С. 29—49.
- Дитерихс М. М. К диагностике аппендицита : Тріада Dieulafoy. — [М.]: 4-я Гос. тип., [1924]. — 11 с. — (Отт. из журн.: Врачеб. дело. — 1924. — № 18-19).
- Дитерихс М. М. Джозеф Листер : К столетию со дня рождения. — Харьков: Науч. мысль, 1927. — 10 с. — («Врачебное Дело», науч.-мед. журн. Отд. отт. из № 7).
- Дитерихс М. М. Мой опыт в вопросах о ранениях суставов // Тр. / Всесоюзный съезд хирургов, 24-й. — Харьков, 1938. — С. 249—253.
- Дитерихс М. М. Некролог Joaqin Albarran. (1860-1912) : Чит. в засед. Киев. хирург. о-ва 20 февр. 1912 г. — Киев: акц. о-ва печ. и изд. дела. Н. Т. Корчак-Новицкого, 1913. — 6 с. — (Напеч. также в: Труды Киевского хирург. об-ва, вып. 4. 1914. — Отт. из: «Унив. известий» за 1913 г.).
- Дитерихс М. М. Несколько замечаний о действии японской пули. — Царское село: Царско-сел. центр. тип. С. М. Боровкова, [1908]. — 17 с. — (Из трудов Съезда врачей и уполномоченных Красного креста Северо-восточного района действующей армии в г. Никольске Уссурийском 31/VIII - 1/IX 1904 г.).
- Дитерихс М. М. Новообразование соска и околососкового кружка. — СПб.: т-во «Печатня С. П. Яковлева», 1901. — 9 с. — (Из «Летописи рус. хирургии», кн. 4, 1901 г.).
- Дитерихс М. М. Памяти Joseph'a Lister'a : (1827-1912 гг.) : Речь, произнес. в Киев. хирург. о-ве 20 февр. 1912 г. — Киев: тип. Имп. Ун-та св. Владимира АО печ. и изд. дела Н. Т. Корчак-Новицкого, 1913. — 17 с. — (Напеч. также в: Труды Киевского хирург. о-ва, 1914, в. 4. — Отт. из «Унив. изв.» за 1913 г.).
- Дитерихс М. М. Послеоперационный период : Пособие для врачей и студентов. — М.; Пг.: Гос. изд., 1924. — 272 с. — (Спец. пособия для высш. шк.).
- Дитерихс М. М. Практические основы клинической гелиотерапии хирургического туберкулеза. — Симферополь : 1-я Гос. типолит., [1922]. — 19 с. — (Отт. из журн.: Крым. курорты. — 1922. — № 4-5, авг.-сент.).
- Дитерихс М. М. Так называемый древовидный жировик суставов : (Lipoma arborescens articulorum) : Дис. на степ. д-ра мед. — СПб.: тип. П. П. Сойкина, 1901. — 148 с. — (Серия докторских диссертаций, допущенных к защите в Императорской Военно-медицинской академии в 1900-1901 году ; № 59).
- Дитерихс М. М. Хирургическое лечение туберкулеза легких. — М.: М. и С. Сабашниковы, 1926. — 146 с.
- Единая рабочая классификация острого ревматизма и заболеваний суставов разного происхождения / Под ред. М. П. Кончаловского и М. М. Дитерихса. — М.; Л., 1940. — 60 с.
- Инструкция по комплексному лечению военно-травматических поражений органов движения и нервной системы / Разработана Комиссией I Всес. совещ. по комплекс. терапии воен.-травматич. поражений органов движений и нервной системы (21-23/VI 1940 г.) в составе : акад. Н. Н. Бурденко, заслуж. деят. науки проф. С. А. Бруштейна, заслуж. деят. науки проф. М. М. Дитерихса [и др.]. — М.; Л.: Медгиз, 1941. — 44 с.

## Семья
Жена — Елизавета Ивановна Овчинникова, сестра известного учёного-плодовода Льва Платновоича Симиренко, умерла в 1918 году. Их дети: Михаил (1904—1974), Ирина. Крестный сын Михаил Войцеховский (1926-2000).